# Фриан, Луи
Луи Фриан (фр. Louis Friant; 1758—1829) — французский военный деятель, дивизионный генерал (1799 год), граф (1808 год), пэр Франции (1815 год), участник революционных и наполеоновских войн. Командовал пехотной дивизией в армиях Наполеона почти во всех его главных сражениях. Выходец из бедной семьи, сын свечного фабриканта. Благодаря браку с сестрой генерала Леклерка состоял в свойстве с Наполеоном. Имя генерала выбито на Триумфальной арке в Париже.

## Биография

### Начало военной службы
Родился в семье бакалейщика и производителя воска Пьера Фриана (фр. Pierre Friant; 1729—) и его супруги Маргариты Кек (фр. Marguerite Quéquet; 1728—). Был старшим из семи детей пары. Не пожелав продолжить дело отца, Луи Фриан решил избрать военную стезю. 9 февраля 1781 года он поступает на службу в Королевскую гвардию (англ.), где ему удается проявить себя с наилучшей стороны. Храбрость и дисциплинированность молодого гвардейца не остаются незамеченными, и уже 1 июля 1782 года Фриан получает чин капрала гренадер. Однако, это стало первым и последним для него повышением по службе в королевской армии. Медленный карьерный рост не устраивал амбициозного Фриана и, отчаявшись стать сержантом, он, 7 февраля 1787 года выходит в отставку.

### Вступление в Национальную гвардию. Сражения первой революционной войны
После начала Великой французской революции Фриан, не задумываясь, записался добровольцем в Национальную гвардию Парижа, в рядах которой он за три года (с 1789 по 1792 годы) сумел завоевать авторитет среди сослуживцев по 9-му Парижскому батальону, выбравших его своим подполковником 23 сентября 1792 года. Именно в составе этого подразделения, прикомандированного к Мозельской армии, он отправился защищать от внешних врагов молодую французскую республику. 16 декабря 1793 года в бою при Кайзерслаутерне Фриан получил пулевое ранение в левую ногу и был отправлен в тыл. 31 марта 1794 года его батальон влился в состав 181-й полубригады, которая входила в состав Самбро-Мааской армии генерала Журдана. Фриан и его солдаты отличились в сражениях при Арлоне, Шарлеруа и Флёрюсе. В начале июля 1794 года Фриан служит начальником штаба при генерале Шерере, а 3 августа его производят в бригадные генералы. 13 августа ему ненадолго доверяют дивизию генерала Мюллера. В том же году он в составе войск генерала Клебера участвует в осаде Маастрихта. 8 июня 1795 года Фриан назначается губернатором взятого после осады Люксембурга. Через пять дней Комитет общественного спасения утверждает его в чине бригадного генерала. В марте 1796 года Фриана переводят сначала в Рейнско-Мозельскую, а затем вновь в Самбро-Мааскую армию. В январе 1797 года его отправляют в Италию, в дивизию генерала Бернадотта, под начальством которого он участвует в боях при Тальяменто и Лайбахе.

## В песках Египта (1798—1801 гг.)
С 12 января 1798 года Фриан состоял в Армии Англии, с 5 марта 1798 года — в Восточной армии. 14 апреля 1798 года Фриан переведён в дивизию генерала Дезе. Вместе с ней он 19 мая отплыл из Тулона к берегам Северной Африки. 23 июня он получил 2-ю бригаду, в которую входили 61-й и 88-й линейные полки. Талантливый генерал Фриан вёл вверенные ему войска от победы к победе. Так было в знаменитой битве при Пирамидах (21 июля 1798 года), в результате которой французским войскам открылся путь в Каир. В славном сражении при Седимане (8 октября 1798 года), Фриан, построив своих солдат в каре, рассеял и уничтожил залповым огнём с десяти шагов отборную кавалерию мамлюков Мурад-бея. Полностью деморализованные постоянными поражениями мамлюки отступили в Сирию, а перед Фрианом была поставлена новая задача: подавить вспыхнувшее 21 октября в Каире восстание феллахов, недовольных налогообложением, установленным французами. За два дня пехотинцы Фриана с честью выполнили возложенную на них миссию. Однако почивать на лаврах не было времени, ибо Турция, объявившая войну Франции ровно через месяц после разгрома французской эскадры у мыса Абукир (1-2 августа 1798 года), не собиралась так просто отказываться от своих египетских владений. Впереди были новые бои (при Саманхе, Абомахе, Гелиополисе и Белбейсе), в которых Фриан покрыл себя и свои полки неувядаемой славой.
4 сентября 1799 года Фриан был произведён в дивизионные генералы, хотя официально утверждён в этом звании лишь 6 августа 1800 года. С 6 сентября 1800 года он исполнял обязанности губернатора Александрии. Находясь на этом посту, отличился в сухопутном сражении при Абукире 8 марта 1801 года, в ходе которого оказал ожесточенное сопротивление высадившемуся в дельте Нила англо-турецкому десанту, хоть и не сумел его остановить. 14 апреля того же года командующий французскими войсками генерал Мену сделал его своим помощником. Фриан участвовал в обороне Александрии вплоть до 31 августа 1801 года и при этом проявил себя не только как храбрый воин, но и как способный администратор. Египетский поход стал важной вехой в жизни Луи Фриана. Позднее в память об участии в нём на его графском гербе появилось изображение золотой пирамиды на кроваво-красном фоне. Именно во время египетской экспедиции он удостоился прозвища «Султан огня».

### Долгожданное возвращение во Францию. «Солнце Аустерлица»
В конце 1801 года Фриан возвращается на родину. С 1801 по 1803 годы занимает пост генерального инспектора пехоты. Усердная служба отечеству не мешает генералу устроить личную жизнь. После долгих ухаживаний он женится на сестре генерала Даву и таким образом входит в круг ближайших сподвижников будущего Императора.
29 августа 1803 года Фриан становится командиром 2-й пехотной дивизии в лагере Брюгге (с 29 августа 1805 года дивизия в составе 3-го армейского корпуса Великой Армии). С этой дивизией ему предстояло прошагать пол-Европы. Однако, отважный генерал тогда об этом даже не думал. 2 декабря 1805 года произошло грандиозное по своим масштабам сражение при Аустерлице, ставшее лебединой песней для 3-й антифранцузской коалиции. Чтобы прибыть к полю этой битвы, дивизии Фриана пришлось преодолеть 112 км за 44 часа интенсивного марша. Как всегда Фриан блестяще справился со своей задачей. Его полки вовремя поддержали дивизию Леграна, позволив сдержать наступление основных сил неприятеля. Под генералом были убиты три лошади, но сам он не пострадал, и в очередной раз сменив коня, возглавил штыковую атаку на Сокольниц, тем самым смяв левый фланг русско-австрийской армии. После этого сражения Фриан награждается знаком Большого Орла ордена Почётного легиона.

### Триумф под Ауэрштедтом. Прейсиш-Эйлау. Война с Австрией (1809 год)
В ходе Прусской кампании 1806 года 3-й корпус Даву проявил чудеса храбрости. День 14 октября обессмертил имена не только «железного» маршала, но и его отважных дивизионных генералов: Морана, Фриана и Гюдена. В то время как войска императора Наполеона Бонапарта громили прусскую армию князя Гогенлоэ под Йеной, корпус Даву в одиночку расправился с 60-тысячной армией герцога Брауншвейгского. Благодаря этим двум битвам, произошедшим в один день, практически вся прусская армия была разгромлена, а Даву получил титул герцога Ауэрштедтского в 1808 году и лавры лучшего маршала-тактика Великой Армии. Тем временем, театр военных действий сместился в Восточную Пруссию, куда вместе с 3-м корпусом отправилась и дивизия Фриана. Сражения шли одно за другим: Насельск (24 декабря ), Голымин (26 декабря), наконец, кровавая битва при Прейсиш-Эйлау (8 февраля 1807 года), в ходе которой Фриан был ранен пулей в правую сторону.
Следующее появление на поле боя шурина Даву состоялось 19 апреля 1809 года, когда вместе с дивизией генерала Луи Сент-Илера при Тенгене он нанёс поражение западному австрийскому корпусу. 21 апреля сражался при Ширлинге. 22 апреля при Экмюле с 8 тысячами солдат Фриан дерётся с 30 тысячами австрийцев. 23 апреля участвует в осаде Регенсбурга. В Ваграмском сражении его дивизия захватывает Нойзидльскую башню — ключ австрийской позиции. Сам Фриан во время атаки получает ранение в правое плечо осколком артиллерийского снаряда.

### Русский поход 1812 года
26 января 1812 года Фриан оккупировал Шведскую Померанию. 1 апреля 1812 года дивизия Фриана становится частью 1-го корпуса, и принимает участие в Русской кампании. 7 августа 1812 года сменил умершего генерала Дорсенна на посту командира пеших гренадер Императорской гвардии. 17 августа, Фриан получает ранение при штурме Смоленска, что не мешает ему принять участие в одной из самых знаменитых битв наполеоновской эпохи, произошедшей у села Бородино. До полудня 7 сентября дивизия Фриана оставалась в резерве. Затем генерал получает приказ императора взять деревню Семёновское. В штыковом бою 15-й полк лёгкой пехоты, не считаясь с потерями, берёт деревню, но ненадолго. Русские, собравшись с силами, наносят контрудар и выбивают французов из Семёновского. В ответ, упрямый Фриан, не желая мириться с неудачей, вновь ведёт свои полки в атаку, и… получает ранение в грудь. Его бесстрашные пехотинцы продолжают штурм вражеских позиций и, сокрушив оборону русских войск, возвращают себе деревню. Оказавшийся в каре 33-го линейного полка Иоахим Мюрат был поражён храбростью этих героев. Один из офицеров сказал королю: «Сир, это солдаты генерала Фриана!», подразумевая что иначе они и не могут себя вести. В ходе боя, получив ещё одно ранение — в ногу — Фриан сдал командование дивизией. Израненный генерал вернулся в Париж 11 января 1813 года.

### Саксонская кампания 1813 года. Битва за Францию 1814 год
Вернувшись во Францию, Фриан получил звание камергера двора. Однако вкусить всех прелестей мирной жизни генералу не удаётся, и в июне 1813 года он возвращается в действующую армию, где ему предстояло возглавить 4-ю дивизию Молодой гвардии в Саксонии. 29 июля 1813 года Фриан сменил генерала Роге на посту командира дивизии Старой гвардии, вместе с которой он сражался при Дрездене и Ханау. С 16 ноября Фриан командует 2-й пехотной дивизией Старой гвардии. 24 января 1814 года генерал наносит поражение противнику при Ровре. В феврале Император передаёт Фриану 1-ю дивизию Старой гвардии и во главе её тот сражается при Шампобере, Монмирале, Вошане, Краоне, Лаоне, Реймсе, Арси-сюр-Об.

### Кампания 1815 года. Закат карьеры
При 1-й Реставрации генерал 18 июля 1814 года получает почётную должность полковника пеших гренадер Франции. Наполеон сохранил за Фрианом его пост и, вдобавок ко всему, даровал генералу титул пэра Франции. Луи Фриан, верный солдатскому долгу, отважно сражается при Линьи и Ватерлоо. В последней битве Империи он лично ведёт Гвардию в последнюю атаку на позиции англичан и получает ранение в руку. После второго отречения Наполеона, Людовик XVIII, не простивший Фриану измены, 4 сентября отправляет его в отставку. Так закатилась звезда одного из лучших дивизионных командиров французской армии.
Луи Фриан – лучший дивизионный командир наполеоновской армии. Бесстрашный, твёрдый и настойчивый, инициативный и распорядительный, он был образцом взыскательного по отношению к себе и другим воина.

## Семья
Женился в 1788 году на Жозефине Эммануэле Роз Мартен (фр. Joséphine Emmanuelle Rose Martin; 1758—1791), от которой у него родился сын Жан-Франсуа (фр. Jean-François Friant; 1790—1867).
Повторно женился 22 декабря 1804 года в Париже на Луизе-Шарлотте Леклерк (фр. Louise Françoise Charlotte Leclerc; 1776—1853). От этого второго брака у него родилась дочь Луиза (фр. Louise Friant; 1815—1869).

## Воинские звания
- Солдат (9 февраля 1781 года);
- Капрал (1 июля 1782 года);
- Подполковник (23 сентября 1792 года);
- Бригадный генерал (3 августа 1794 года, утверждён 13 июня 1795 года);
- Дивизионный генерал (4 сентября 1799 года, утверждён 6 сентября 1800 года).

## Титулы

Герб графа

- Герб графаГраф Фриан и Империи (фр. comte Friant et de l'Empire; декрет от 19 марта 1808 года, патент подтверждён 5 октября 1808 года в Эрфурте)[3][4];
- Пэр Франции (фр. pair de France; 2 июня 1815 года).

## Награды
Легионер ордена Почётного легиона (11 декабря 1803 года)
 Великий офицер ордена Почётного легиона (14 июня 1804 года)
 Знак Большого Орла ордена Почётного легион (26 декабря 1805 года)
 Командор ордена Железной короны (23 декабря 1807 года)
 Кавалер военного ордена Святого Людовика (1 июня 1814 года)

## Образ в кино
- «Битва при Аустерлице» (Франция, Италия, Югославия, 1960) — актёр Guy Haurey